# 1703
Cette page concerne l'année 1703  du calendrier grégorien.
L'année 1703 est une année commune qui commence un lundi.

## Événements
- Janvier, Inde : les Marathes franchissent la Narmadâ et pillent le pays jusqu'à Ujjain[1].
- 4 février : Suicide collectif des 47 rōnin japonais[2].
- 14 mars : la Congrégation de la propagation de la foi investit les Capucins de la mission d’évangéliser le Tibet[3].
- 20-23 mars : après avoir pris Marie-Galante (6 mars), les Anglais débarquent à la Guadeloupe sous la direction du général Codrington. Le 18 mai, ils sont contraints de se retirer[4].
- 30 avril, Les Downs : début du troisième voyage de l'explorateur anglais William Dampier dans le Pacifique sud (fin en 1707)[5].
- 27 mai : Philippe de Rigaud de Vaudreuil devient gouverneur général de Nouvelle-France (provisoire jusqu'au 16 septembre 1705, fin en 1725)[6].
- 21 août : l'armée turque dépose le sultan ottoman Mustafa II. Il est empoisonné par les janissaires le 31 décembre. Début du sultanat de son frère de Ahmet III (1673-1736), dit le sultan des « Tulipes » (fin en 1730)[7].
- Octobre, Inde : les Marathes dévastent le Berar[1].
- 31 décembre : tremblement de terre à Edo (Tokyo) au Japon. Il fait environ 2 300 victimes directes, et déclenche un tsunami majeur qui cause la mort d'au moins 5233 personnes, peut-être jusqu'à 10 000[8].

- Marronnage à Saint-Domingue. Le père Labat mentionne le nègre Polydor qui organise une forte bande d'esclaves marrons, avec lesquels il attaque et « massacre impunément les blancs jusque dans leurs maisons, portant l'audace et le crime jusqu'à leur enlever leurs filles et leurs femmes ». Il est assassiné après sept ans[9].

### Europe
- 14 janvier et 2 février : tremblements de terre en Italie. L'Aquila et Norcia sont détruites[10].
- 3 février : Pierre le Grand écrit à Menchikov pour l'informer de la construction par les Russes du fort d'Orianenbourg, dans le gouvernement de Riazan[11].

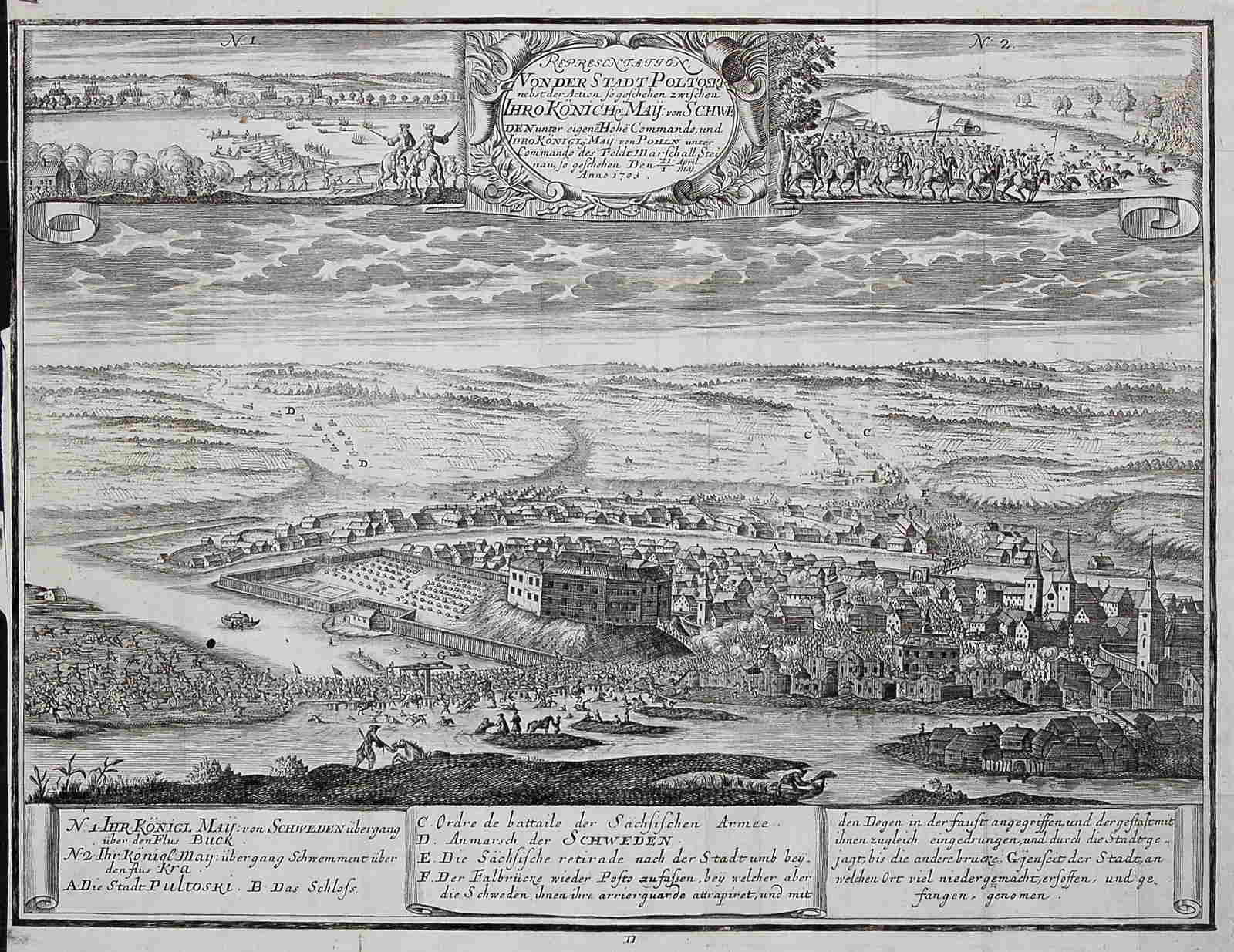
21 avril : Pułtusk.

- 1er mai (21 avril du calendrier julien) : les Suédois battent les Russes à la bataille de Pułtusk au cours de la Seconde Guerre du Nord[12].

- 6 mai : François II Rákóczi appelle les Hongrois à la révolte contre l’absolutisme de Léopold Ier par son Manifeste de Brežany[13]. Débuts de la guerre d’indépendance hongroise (fin en 1711).
- 24 mai - 14 octobre : siège et prise de Thorn (Toruń) par les Suédois[12].
- 27 mai (16 mai du calendrier julien) : fondation de Saint-Pétersbourg par le tsar de Russie Pierre le Grand après la prise de Neuschantz sur la Neva[14]. Les Russes contrôlent toute la Neva.

- 19 juin : Auguste II de Pologne convoque une diète à Lublin à laquelle se rend le primat Radziejowski, jusqu'alors partisan de Charles XII de Suède (25 juin). Malgré les dissensions, la diète vote des crédits pour continuer la guerre si les négociations avec le roi de Suède échouent (10 juillet) ; ce dernier récuse des décisions de la diète de Lublin[12].
- 30 juin : le prince Eugène est nommé président du conseil de la guerre de l’empire et Gundaker Starhemberg (de) devient président de la chambre des comptes à Vienne[15].

- 13 août : Act of Security, voté par le Parlement d’Édimbourg[16]. Il ouvre la possibilité au fils de Jacques II d'Angleterre, Jacques-Edouard Stuart, d’hériter de la couronne écossaise. Il n’obtient pas la sanction royale.
- 12 septembre : Pactum Mutuae successionis[17]. Disposition léopoldine réglant la succession des Habsbourg.
- Novembre : François II Rákóczi, le plus riche propriétaire de Hongrie, profitant de l’engagement de l’Autriche dans la guerre de succession d’Espagne, rassemble 30 000 paysans hongrois, slovaques et valaques et encourage un soulèvement contre les Habsbourg, avec les subsides de la France (fin en 1711)[18].

- 7-8 décembre (26-27 novembre du calendrier julien)[19] : grosse tempête d'une dizaine de jours dans le Sud de l'Angleterre et en Manche provoquant de gros dégâts et plusieurs milliers de morts. Le port de Bristol est particulièrement touché par la tempête. La Royal Navy perd 15 navires.
- 11 décembre : Charles XII de Suède prend Elbing[12].
- 27 décembre : traité de Methuen, traité de commerce entre le Portugal et l'Angleterre[20]. Accords conclus à Lisbonne entre l’ancien ambassadeur britannique John Methuen, riche négociant en textile, et deux des plus riches propriétaires portugais de vignobles, le marquis d’Alegrete et le duc de Cadaval, ratifiés l’année suivante par leur gouvernement respectifs. Les tissus anglais pourront pénétrer au Portugal sans restriction. Les vins portugais obtiennent une réduction des droits de douane du tiers par rapport à la concurrence française[21].

#### Guerre de Succession d'Espagne
- 2 février : Maximilien-Emmanuel de Bavière prend Neubourg-sur-le-Danube aux Impériaux[22].
- 9 février : prise de Rheinberg par les Alliés[23].
- 20 février : début du siège de Kehl[22].

- 10 mars : Villars prend Kehl mais ne réussit pas à percer les lignes de Stollhofen, défendues par le prince de Bade (fin avril)[23].
- 11 mars : victoire de Maximilien-Emmanuel de Bavière sur les armées impériales à Schärding[23].

- 25 mars : début du siège de Bonn[23].

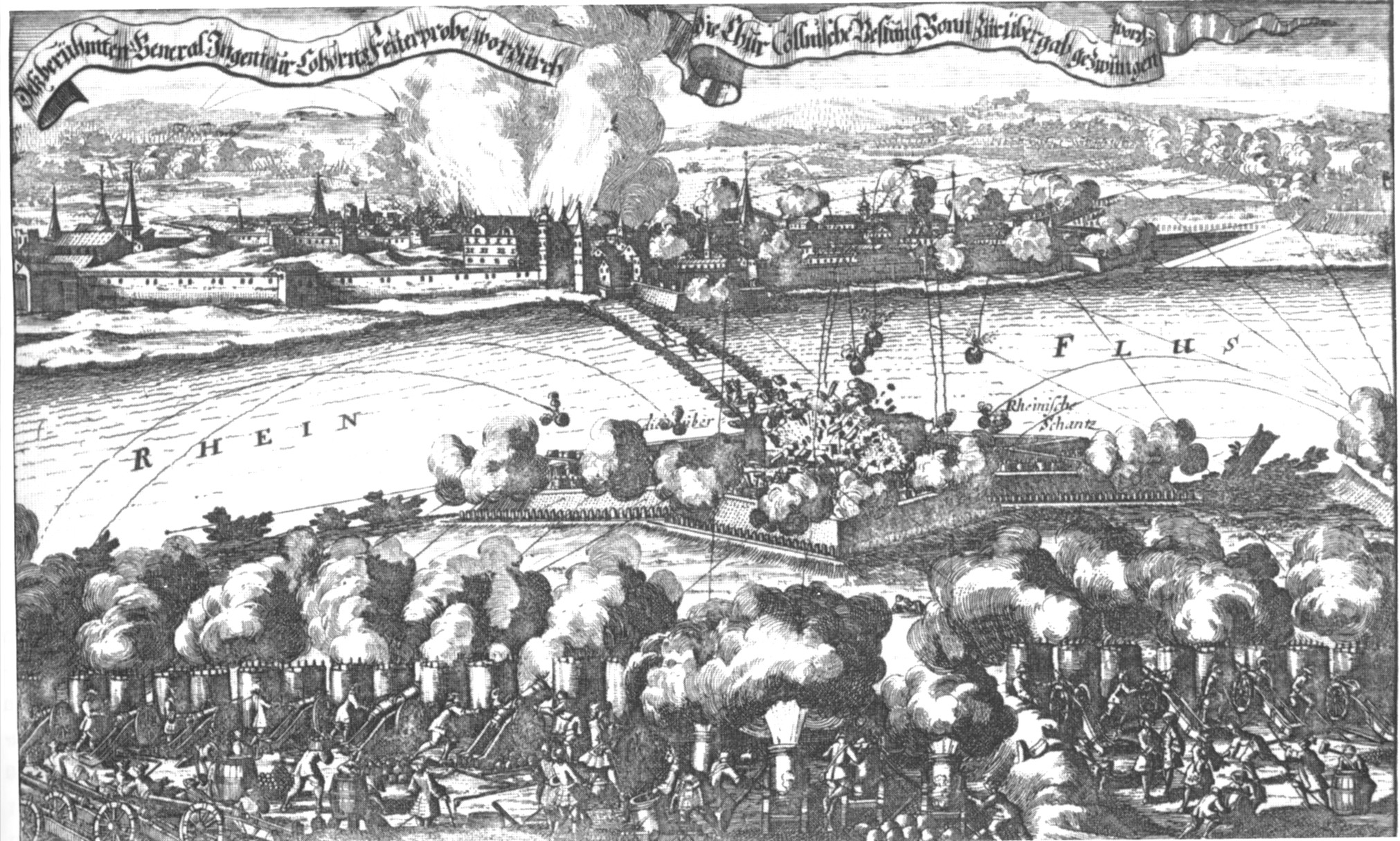
25 mars-15 mai : siège de Bonn par le duc de Marlborough, 1703

- 8 mai : Villars fait sa jonction avec les troupes de l'électeur de Bavière à Villingen[23].
- 15 mai : prise de Bonn par le duc de Marlborough[23].
- 16 mai : le roi Pierre II de Portugal se joint à la coalition anti-française (Grande Alliance) en échange de sept villes à récupérer sur l’Espagne[23].
- 22 mai : combat du cap de la Roque. Au large de Lisbonne (Portugal), le Français Coëtlogon attaque un convoi de 100 bateaux hollandais chargés de sel[24].

- 26 juin : Maximilien II Emmanuel de Bavière envahit le Tyrol et prend Innsbruck[25]. Il doit faire retraite en août à la suite d’une insurrection[23].
- 30 juin : victoire française de Boufflers et Villeroy à la bataille d'Ekeren, près d'Anvers sur les Pays-Bas[23].

- 1er août : retour de Marlborough sur la Meuse[23].
- 10 août : au large de l'Écosse, à la hauteur d'Aberdeen, les Français La Luzerne et Saint-Pol attaquent l'escorte anglaise protégeant un groupe de pêche hollandais[26].
- 23 août : Marlborough prend Huy[23].
- 28 août : Vendôme, envoyé par Louis XIV avec l'armée l'Italie pour soutenir Maximilien-Emmanuel de Bavière dans le Tyrol, arrive devant Trente ; une lettre du roi le rappelle en Lombardie pour surveiller le duc de Savoie, soupçonné de défection[23].

- 6 septembre : Vendôme bombarde Trente puis se retire en Lombardie[23].
- 7 septembre : Tallard prend Vieux-Brisach[22].
- 12 septembre : règlement de la succession autrichienne en prévision de la conquête de l’héritage espagnol. L'archiduc Charles se fait couronner roi d’Espagne à Vienne sous le nom de Charles III (fin en 1713)[27].
- 20 septembre : victoire de Villars et de Maximilien-Emmanuel de Bavière sur les impériaux du comte de Limbourg-Stirum à la bataille d'Höchstädt en Bavière[28] (ou le 21 septembre[23],[22]).
- 27 septembre[29] : Marlborough prend Limbourg[23].
- 29 septembre : Vendôme, sur ordre du roi de France, désarme les soldats piémontais de son armée au camp de San Benedetto, puis marche vers la Sesia qu'il atteint le 16 octobre[23].

- 13 octobre : Ferdinand de Marsin est nommé maréchal de France et envoyé pour remplacer Villars en Bavière, à la suite de sa mésentente avec l'électeur de Bavière[23].
- 25 octobre : 
  - Victoire française de Vendôme sur le général autrichien Visconti à San Sebastiano sur la Sesia[23].
  - Traité de Turin. La Savoie rejoint la Grande Alliance[22] (ou le 8 novembre[30]).
- 4 novembre : signature d'une convention sur les prisonniers de guerre entre la France et les Provinces-Unies : aumôniers, médecins, tambours, trompettes et tous les civils doivent être libérés[31].

- 15 novembre : bataille de Spire. Victoire de Tallard sur le prince de Hesse-Cassel sur le Speyerbach (de). Il s’empare de Landau le 17 novembre[22].

- 7-13 décembre : siège et prise d'Augsbourg par Maximilien-Emmanuel de Bavière[23].
- 15 décembre : prise de Gueldre par les Alliés[23].
- 24 décembre : le général autrichien Starhemberg passe la Secchia et avance vers le Piémont[23].

## Naissances en 1703
- 5 janvier : Paul d'Albert de Luynes, cardinal français († 21 janvier 1788).
- ? janvier : François Bigot, dernier Intendant de la Nouvelle-France († 12 janvier 1778).

- 18 février : Corrado Giaquinto, peintre rococo italien de l'école napolitaine († 1765).

- 17 mai : Sebastiano Ceccarini, peintre baroque italien († 26 août 1783).

- 3 juin : Joseph de Bimard, helléniste, latiniste et numismate français († 5 août 1742).
- 17 juin : John Wesley, prêtre anglican anglais puis britannique († 2 mars 1791).
- 23 juin : Marie Leszczynska, princesse de Pologne et reine de France († 24 juin 1768).

- 29 septembre : François Boucher, peintre français († 30 mai 1770).

- 28 octobre : Antoine Deparcieux, mathématicien français († 1768).

- 25 novembre : Jean-François Séguier, botaniste français († 1er septembre 1784).
- 26 novembre : Theophilus Cibber, acteur et auteur dramatique anglais puis britannique († octobre 1758).

- Date précise inconnue :
  - Mohamed ibn Abd al-Wahhab, imam arabe († 1792).
  - Giuseppe Duprà, peintre de portrait de cour italien († 1784).
  - Ignazio Hugford, peintre néo-classique italien († 1778).
  - Pierre Charles Trémolières, peintre français († 11 mai 1739).

## Décès en 1703
- 7 janvier : Francesco Civalli, peintre italien (° 1660).

- 3 mars : Robert Hooke, scientifique anglais (° 18 juillet 1635).
- 20 mars : Johan Kunckel, chimiste allemand (° vers 1620).

- 3 mai : Samuel Oppenheimer, banquier et diplomate, Juif de cour de l'empereur Léopold Ier du Saint-Empire (° 21 juin 1630).
- 16 mai : Charles Perrault, écrivain français (° 12 janvier 1628).
- 26 mai : Samuel Pepys, haut fonctionnaire de l'Amirauté anglaise, membre du Parlement et diariste anglais (° 23 février 1633).

- 14 juin : Jean Hérault de Gourville, mémorialiste français (° 11 juillet 1625).

- 11 juillet : Pierre de Bonzi, cardinal français, archevêque de Narbonne (° 15 avril 1631).
- 26 juillet : Gérard II Audran, graveur et dessinateur français (° 2 août 1640).

- 29 septembre : Charles de Saint-Évremond, moraliste et critique libertin français (° 1614).

- 28 octobre : John Wallis, mathématicien anglais (° 23 novembre 1616).

- 19 novembre : Le masque de fer, prisonnier français, à la Bastille.

- 30 novembre : Nicolas de Grigny, organiste et compositeur français (titulaire des orgues de la basilique Saint-Denis et de la Cathédrale Notre-Dame de Reims).

- 29 décembre : Pierre Mosnier, peintre français (° 17 mai 1641).

- 31 décembre : Mustafa II, sultan de l'empire ottoman (° 6 février 1664).

- Date précise inconnue :
  - Lazzaro Baldi, graveur et peintre baroque italien (° 1624).
  - Johannes Gottlieb Glauber, peintre néerlandais (° 1656).
  - Matthias Withoos, peintre néerlandais (° 1627).